# 統一人民民主党
統一人民民主党は、ソマリアから一方的に独立を宣言した国家であるソマリランド共和国にかつて存在した政党。ソマリアとの再統合に反対し、ソマリランドが独立主権国家として国際的に承認されるよう、各国に対し積極的な活動を展開していた。

## 名称
- ソマリ語ではUrurka Dimuqraadiga Ummadda Bahawdayで、略称はUDUB
- アラビア語ではالحزب الديمقراطي المتحد
- 英語ではUnited People's Democratic Party
  - 文献やマスメディアによって、ソマリ語からの翻訳が異なっており、統一民主独立党、同盟人民民主党、国民同盟民主党などとも訳される。そのため、ソマリ語での略称であるUDUB、もしくはUDUB党と呼称することが多い

## 歴史
2001年、当時現職だったイブラヒム・エガル大統領によって創立。翌年にエガルは死去しダヒル・リヤレ・カヒンが党首となる。
2003年の大統領選挙では、カヒン党首が当選し大統領に就任。2005年9月29日の下院選では、82議席中33議席を獲得し第一党となる。2010年大統領選挙ではカヒンは敗北し、同時に党首を辞任した。
それ以降目立った活動はなく、党員が他党へ移籍していったことで自然解党したと見られている。

## 歴代党首
- イブラヒム・エガル（2001年 - 2002年没） 第3代大統領
- ダヒル・リヤレ・カヒン（2002年 - 2010年） 第4代大統領